# Roberto Arditti
Roberto Arditti (Lodi, 28 agosto 1965) è un giornalista italiano, già direttore del quotidiano Il Tempo.

## Biografia
Laureato in discipline economiche e sociali all'Università Bocconi di Milano, è stato dirigente della Gioventù Repubblicana e ha lavorato dal 1987 al 1992 nel gabinetto del presidente del Senato Giovanni Spadolini. 
Dal 1992 al 1997 è stato direttore delle news di RTL 102.5, rete per cui ha anche condotto la trasmissione "L'indignato speciale" con Andrea Pamparana e Fulvio Giuliani.
Dal 1997 al 2001 e dal 2002 al 2007 è stato uno degli autori di "Porta a Porta" su Rai 1.
Durante il governo Berlusconi II, insediatosi nel 2001, è stato portavoce del ministro dell'Interno Claudio Scajola.
Dal dicembre 2008 al gennaio 2010 è stato direttore del quotidiano Il Tempo.
È stato direttore comunicazione e relazioni esterne della manifestazione Expo 2015.
Ha pubblicato diversi articoli per il quotidiano Il Foglio e le testate on line Linkiesta. 
Insegna occasionalmente all'Università IULM di Milano il corso di Laboratorio di Giornalismo.
Dal 2015 al 2018 è membro del Consiglio d'Amministrazione del Centro Studi Americani.
Nel 2016 fonda Kratesis, boutique di consulenza strategica di cui è presidente.
Da aprile 2018 è direttore editoriale e membro del consiglio di amministrazione di Base Per Altezza, società che edita le testate Formiche, Formiche.net ed Airpress.

## Pubblicazioni
- Obiettivi quasi sbagliati, Sperling & Kupfer, 2007
- La Guerra in casa, Rai Libri, 2023
- Rompere l’assedio, Paesi Edizioni, 2024
- Hard Power - perché la guerra cambia la storia, Giubilei Regnani, 2025